# 索夫雷蒙特
索夫雷蒙特，是西班牙加泰罗尼亚巴塞罗那省的一个市镇。总面积14平方公里，总人口87人（2001年），人口密度6人/平方公里。